# Прибытие английских послов ко двору короля Бретани
«Прибытие английских послов ко двору короля Бретани» (итал. Arrivo degli ambasciatori inglesi alla corte del re di Bretagna) — картина итальянского живописца раннего  Возрождения, периода кватроченто венецианской школы Витторе Карпаччо (ок. 1465—1525/26). Создана около 1495 года. Первая из девяти картин цикла, посвящённого святой Урсуле. С 1812 года хранится в коллекции Галереи Академии в Венеции.

## История
Картина была заказана Братством Святой Урсулы (Скуола Сант-Орсола) в Венеции, она стала первой в цикле из девяти картин, посвящённых святой Урсуле, юной христианке, дочери короля Бретани Макаруса, которая была убита в Кёльне по дороге в Рим. Посвящена прибытию английских послов ко двору правителя Бретани, с целью просить руки дочери правителя для принца Конона. В правой части картины, отделённой архитектурной конструкцией, изображен король-отец, который советуется с будущей невестой.
В «Золотой легенде» Иакова Ворагинского (XIII в.) речь идет о сомнениях отца по поводу того, что принцессу надо выдать замуж за язычника, впрочем пренебречь таким прочным союзником, как Англия, он посчитал невозможным. Урсула согласилась принять предложение только при соблюдении условий (на картине она перечисляет их, загибая пальцы), попросив снарядить корабль для паломничества в Рим со свитой из десяти девственниц, каждая из которых в свою очередь должна быть сопровождена еще тысячей девственниц. Принц должен был принять христианство.

## Описание
Картина поделена на три главные сцены, разделённые с помощью архитектурных элементов. Слева изображена сцена, рассказывающая о приезде английских послов ко двору Бретани; в центральной сцене изображены послы, передающие королю брачное предложение от английского принца Конона; справа изображена Урсула, которая объявляет отцу свои условия относительно этого брака, а на лестнице сидит ее няня.
В композиции доминирует эпизод торжественного государственного приема, который происходит в открытой зале на фоне типичного венецианского пейзажа. Картина построена на основе безупречной перспективы, изнутри которой детали второго плана кажутся четкими и живыми, несмотря на то, что прописаны они без особой тщательности: здесь изображены, с большой достоверностью, меценаты и члены братства-заказчика. Архитектурная декорация, в которой развивается сцена, построенная на фоне площади, за ней виднеется водная поверхность, корабль, город с кампанилами и крепостными сооружениями. Восьмиугольный храм напоминает о поисках ренессансными архитекторами идеальных пропорций, перспективных студиях, которые были популярными в то время у архитекторов и живописцев. Художник словно приглашает зрителя присоединиться к действию, которое разворачивается на полотне, открывая ворота ограждающей решетки. Он намеренно нарушает границу первого плана сцены, создавая иллюзию присутствия, и выносит в зал не только декоративную колонну, но и второстепенных персонажей — пожилую женщину, которая сидит на лестнице, и мужчину в красной одежде в крайнем левом углу.
В процессе последней реставрации было обнаружено лицо молодого пажа на первом плане центральной сцены, которое, вероятно, было закрыто в середине XVII века, когда полотно частично подрезали в нижней части. Отрезанная часть снизу полотна соответствовала дверному проему в реальном интерьере, где находился цикл.

## Ссылка
- На Викискладе есть медиафайлы по теме Прибытие английских послов ко двору короля Бретани